# Bartosz Piasecki
Bartosz Piasecki född 9 december 1986 Tczew, Polen, är en norsk fäktare. Han kom till Norge vid två års ålder. Han representerar klubben Bygdø Fekteklubb. Piasecki fäktar värja. Han fäktas med höger hand. Han tränas av sin far, Mariusz Piasecki, tidigare polsk landslagsfäktare. Bartosz Piasecki blev olympisk silvermedaljör 2012 efter finalförlust mot Rubén Limardo.
Piasecki vann brons vid U23-EM i fäktning i Debrecen 2009. I juni 2012 kom han på 16 plats vid EM i fäktning i Italien. Han kom på första plats vid Nordiska mästerskapen 2012 och har vunnit norska mästerskapen två gånger.
Piasecki tog silver vid Sommar-OS 2012. I första omgången besegrade han fransmannen Gauthier Grumier. I åttondelsfinalen slog han ungraren Géza Imre. I kvartsfinalen vann han mot Yannick Borel med 15-14. Semifinalen mot sydkoreanen Jung Jin-sun blev jämn, men Piasecki vann med 15-13 och gick till finalen där han förlorade mot Rubén Limardo från Venezuela.